# Deep Bight
Deep Bight is een dorp en local service district op het eiland Newfoundland in de Canadese provincie Newfoundland en Labrador.

## Geschiedenis
In 1982 kregen de inwoners van Deep Bight voor het eerst beperkt lokaal bestuur doordat de plaats een local service district werd.
In april 2023 droeg de provincie een studiebureau op om een haalbaarheidsonderzoek uit te voeren naar de eventuele samensmelting van de LSD's Deep Bight, Random Sound West, Caplin Cove-Southport en Hodge's Cove tot een zelfstandige gemeente. In december 2024 werden de resultaten van het onderzoek gepubliceerd. De volgende stap is een stemming in 2025 om het plan al dan niet goed te keuren door de bevolking van de betrokken LSD's.

## Geografie
Deep Bight is gelegen aan een inham aan de zuidwestelijke oever van Southwest Arm. Dat is een lange zijarm van Trinity Bay, een van de grootste baaien van Oost-Newfoundland.
De aan de Trans-Canada Highway (NL-1) gelegen plaats ligt 5 km ten zuiden van de grote gemeente Clarenville. In het zuiden grenst Deep Bight zelf aan Adeytown, een klein dorp dat deel uitmaakt van het local service district Random Sound West.

## Demografie
In 1921 telde Deep Bight 12 huishoudens die tezamen goed waren voor 63 inwoners. In 1945 was de bevolkingsomvang gestegen naar 95 inwoners. In 1991 woonden er reeds 229 mensen.
De designated place Deep Bight kende in de jaren 1990 een dalende demografische trend. Tussen 2001 en 2016 bleef de bevolkingsomvang stabiel rond de 180, waarna er in de periode 2016–2021 een stevige groei plaatsvond.
| Demografische ontwikkeling van Deep Bight tussen 1991 en 2021   |
| --------------------------------------------------------------- |
|                                                                 |
| Bron: Statistics Canada (1991–1996, 2001–2006, 2011–2016, 2021) |

### Taal
In 2016 hadden alle inwoners van Deep Bight het Engels als moedertaal. Geen van hen was naast het Engels een andere taal machtig.